# Epidendrum geminiflorum
Epidendrum geminiflorum är en orkidéart som beskrevs av Carl Sigismund Kunth. Epidendrum geminiflorum ingår i släktet Epidendrum och familjen orkidéer. Inga underarter finns listade i Catalogue of Life.